# New Deal
New Deal je engleski pojam koji se prevodi kao novo poslovanje, i ime je za ekonomski program koji je uveo američki predsjednik Franklin Delano Roosevelt 1933. radi savladavanja Velike ekonomske krize koja je izbila u Americi 1929. i koja je zahvatila cijeli svijet. Srž New Deala je intervencija države u ekonomskom sustavu zemlje tako da bi se uspjelo pokrenuti kotače tržišne ekonomije. Intervencija je bila na mnogim razinama: kroz direktnu stimulaciju - izdavanjem povoljnih kredita, usvajanjem novih zakona, otvaranjem javnih radova i raznim drugim reformama. New Deal je bio prekinut početkom Drugog svjetskog rata, no pojedine reforme su bile dalekosežne za američko društvo kao priznanje rada sindikata te uvođenje starosnog i invalidskog osiguranja. To je dovelo do djelomičnog olakšanja od krize.

## Opozicija prema New Dealu
Vrhovni sud Sjedinjenih Američkih Država je presudio da bi neke odredbe New Deala poput davanja pomoći farmerima trebale ostati na federalnom nivou. Također je rečeno da su te odredbe protiv ovlasti koje su dane Američkim saveznim državama  Ustavom SAD-a. Stoga je predsjednik Franklin Delano Roosevelt 
neke od njih morao povući. To je izazvalo negodovanje u američkoj javnosti i sud je često bio optuživan da se protivi oporavljanju Sjedinjenih Američkih Država.